# آناتولی یارکین
آناتولی یارکین (روسی: Анатолий Николаевич Яркин؛ زادهٔ ۱۱ نوامبر ۱۹۵۸) دوچرخه‌سوار اهل اتحاد جماهیر شوروی سوسیالیستی است.
وی در مسابقات کشوری و بین‌المللی در مجموع برندهٔ ۱ مدال طلا، ۱ مدال نقره شده‌است.